# NetworkManager
NetworkManager è un software libero per la gestione di reti wireless e via cavo per i sistemi operativi Linux ed in generale di tipo Unix.

## Descrizione
Il progetto è stato iniziato nel 2004 dalla società Red Hat con lo scopo di semplificare la gestione delle connessioni senza fili su Linux.
NetworkManager può connettere automaticamente il sistema dando la priorità ad un collegamento via cavo o, in assenza di esso, ad una connessione senza fili a cui ci si è già connessi in precedenza. Supporta anche le protezioni WEP e WPA.
NetworkManager può gestire le cosiddette chiavette Internet come può connettersi, tramite plugin, a diversi sistemi di VPN.
Il programma è suddiviso in due parti: un demone che gestisce la connessione ed un applet per l'ambiente GNOME; queste componenti comunicano tra loro utilizzando D-Bus. Ciò permette la realizzazione di differenti interfacce grafiche, come nel caso di KNetworkManager, una versione specifica per l'ambiente KDE.